# Хазар (Туркменистан)
Хаза́р (туркм. Hazar, ранее — Челеке́н, туркм. Çeleken) — посёлок в Балканском велаяте Туркменистана, порт на Каспийском море.

## История
Посёлок Челекен появился в 1950 году при нефтепромыслах, возникших на этом месте ещё в конце XVII века. Статус города присвоен в 1956 году. 29 декабря 1999 года городу было дано название Хазар, которое восходит к наименованию Каспийского моря (туркм. Hazar deňzi). 9 ноября 2022 года город Хазар был преобразован в посёлок.

## География
Посёлок расположен в 110 км к юго-западу от административного центра велаята Балканабада (127 км по дороге), на берегу Каспийского моря, на полуострове Челекен, который до 1930-х годов был островом. Железнодорожного и авиа- сообщения с другими городами не имеет.
Морской порт «Аладжа» (используется исключительно как нефтяной терминал) расположен в 6 км к юго-востоку от центра Хазара, на побережье залива Южный Челекен. 2-й морской порт находится в 2 км от центра посёлка к северо-западу.

## Население
Население Хазара — 29 131 человек (2010 год, оценка).
| Год       | 1959 | 1970   | 1979   | 1989   | 2010   |
| --------- | ---- | ------ | ------ | ------ | ------ |
| Население | 6218 | 12 804 | 14 751 | 13 865 | 29 131 |

## Промышленность
Ведётся добыча нефти и природного газа. Функционируют химический завод (производство йода, брома, йодистого калия и йодоформа) и завод технического углерода.